# Аладашвили, Александр Степанович
Алекса́ндр Степа́нович Аладашви́ли (1876—1950) — грузинский советский врач-терапевт. Академик АН Грузинской ССР (1946).

## Биография
В 1904 году окончил медицинский факультет Юрьевского университета. В 1919 году участвовал в организации медицинского факультета в Тбилисском университете. В том же университете основал и возглавил кафедру диагностики и факультетской терапии.
В 1941 году получил звание заслуженного деятеля науки. В 1946 году стал академиком Академии наук Грузинской ССР.
С 1937 по 1950 год был председателем Учёного совета Министерства здравоохранения Грузинской ССР.
А. С. Аладашвили написал первые советские учебники по терапии на грузинском языке и впервые внедрил «павловский малый желудочек» в исследования физиологического действия минеральных вод на организм. Под его руководством впервые в СССР обнаружены, изучены и описаны эндемические очаги ранее не выявлявшихся на территории Грузии заболеваний: анкилостомидозов, пеллагры, бруцеллеза и спру.

## Основные работы
Аладашвили А. С. Избранные труды, Тбилиси, 1967 (на груз. яз.).